# 封闭词类
在语言学裏，一个封闭词类或封闭词性（英語：closed class）是指通常情况下无法加入新詞彙进入其中的词性，并且这类词性通常含有较少数量的条目。在大多数语言中，典型的封闭词性有介词（前置介词和后置介词）、限定词、连词和代词等。
相反，一个开放词类是允许扩展的。典型的开放词性有名词和动词，这些词性经常会通过合成词、派生、创造新词、借用等方式引入新条目。

## 参看
- 虚词